# 钦北僮族自治县
钦北僮族自治县是中华人民共和国广东省一个已不存在的自治县。
1957年以钦县和防城县各一部置，治所在今广西壮族自治区钦州市钦北区大寺镇。1958年撤销，并入钦县。